# Bernardino López de Carvajal y Sande
Bernardino López de Carvajal y Sande, (Plasencia, 8 de septiembre de 1456 - Roma, 16 de diciembre de 1523) fue un cardenal y obispo de la Iglesia católica.

## Biografía

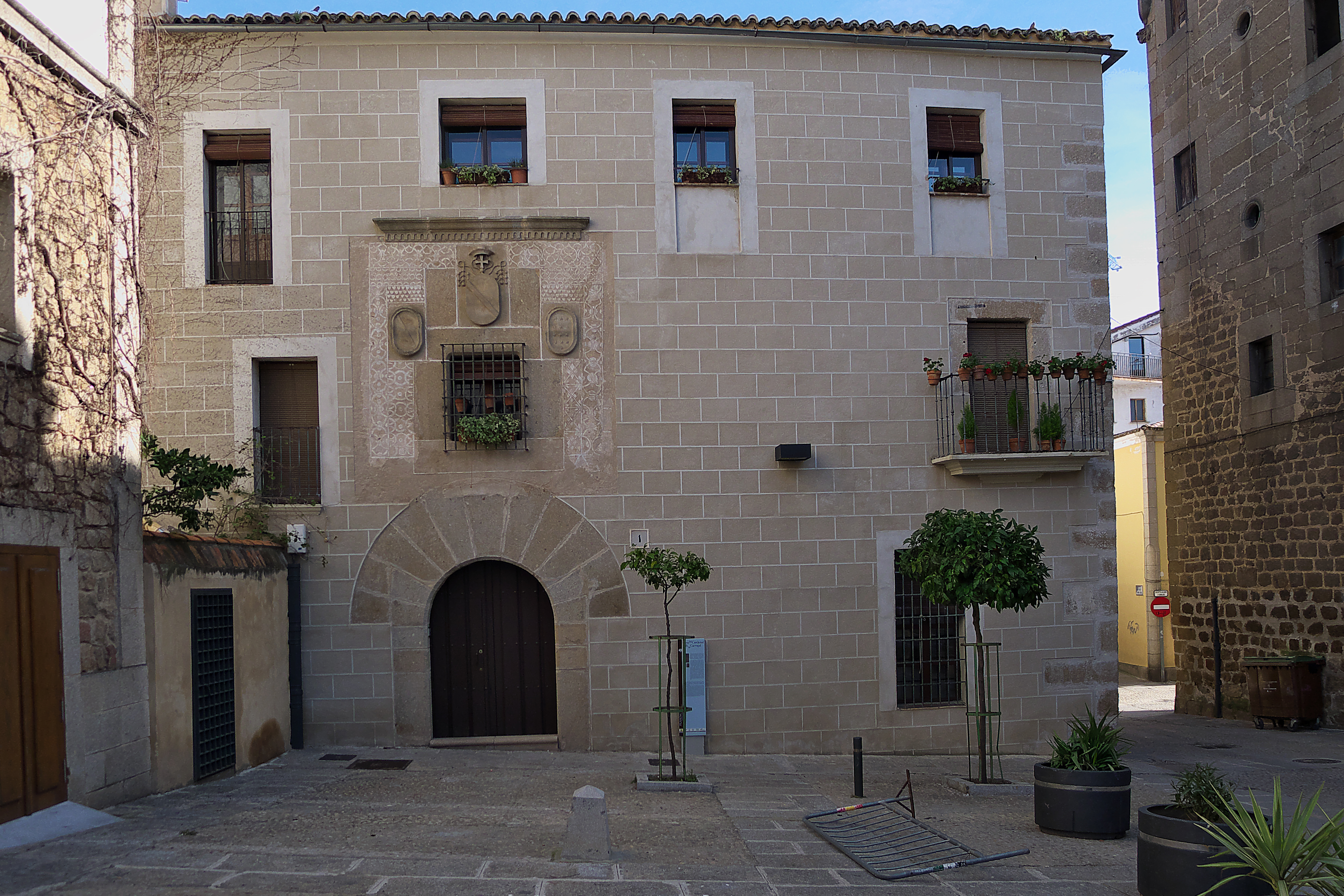
Casa natal en Plasencia.

Era hijo de Francisco López de Carvajal, señor de Torrejón el Rubio (Cáceres), y de Aldonza de Sande, hija de Álvaro de Sande, marqués de Valdefuentes.  Por parte de padre era sobrino o sobrino nieto del cardenal Juan de Carvajal. 
Fue hombre de letras, pero sobre todo, prototipo de eclesiástico de carrera, comprometido en los conflictos políticos y religiosos de su tiempo.  
Con once años de edad ingresó en la Universidad de Salamanca, en la que se graduó sucesivamente de bachiller y doctor en Teología; sustituyó como profesor a Pedro Martínez de Osma y en 1480 obtuvo el grado de maestro en Teología y el cargo de rector.  Marchó pronto a Roma, con el patrocinio del Cardenal Mendoza, donde ejerció como cubiculario del papa Sixto IV.
Residió en España, entre 1485 y 1488, como nuncio y colector de Inocencio VIII, que le nombró obispo de Astorga el 27 de agosto de 1488, de Badajoz el 23 de enero de 1489 y de Cartagena el 27 de marzo de 1493.

### Cardenal
El nuevo papa Alejandro VI le nombró cardenal de la Santa Cruz en Jerusalén en septiembre de 1493 y después de la muerte de su patrocinador el cardenal Mendoza, y a instancias de la Reina Isabel, también obispo de Sigüenza el 20 de febrero de 1495, aunque nunca viajó a la diócesis.
Ostentó también cargos de carácter civil: fue delegado por Fernando II de Aragón ante el papa Alejandro el 3 de mayo de 1493 en una reunión bilateral con Portugal para el reparto de las conquistas en América, que culminó en el Tratado de Tordesillas.  También representó al papado ante Carlos VIII de Francia en Italia, como legado ad latere, y ante Maximiliano I de Austria en Lombardía.

### Excomunión y restitución
Carvajal era de facto el embajador de los Reyes Católicos en la Curia. Confiaba resultar elegido Papa, a la muerte de Alejandro VI, pero ni esa vez (1503), ni un mes más tarde, tras la muerte de Pío III, conseguiría su propósito. Por eso, y porque no obtuvo el apoyo de Fernando el Católico, su relación con la Corona de España y con el nuevo Papa, Julio II, se fue deteriorando hasta llegar a una alianza plena con los intereses de Luis XII de Francia, frente a Roma y contra España. Encabezó el cismático Conciliábulo de Pisa en el año 1511 con la consecuencia de ser excomulgado y dando fin a sus ambiciones papables, aunque se retractó el 30 de junio de 1513 ante el papa León X y le fueron restituidos sus cargos, excepto Sigüenza, que sustituyó en 1521 por Plasencia.

### Conflicto con los Médici
A pesar de haberse retractado, la relación con otros miembros de la Curia continuó siendo conflictiva, hasta el punto de que en 1516 llegó al conflicto armado con varias familias con responsabilidad en el gobierno de la Iglesia, como los Médici y los Orsini. En enero de 1516, el cardenal de la Santa Cruz tenía unos trescientos españoles al servicio de su casa. Un grupo de ellos, a las puertas del palacio del cardenal en Roma, ofendió y maltrató a un ciudadano romano amigo del cardenal Marco Cornaro. Tras las protestas de Cornaro, se generó un conflicto diplomático entre las casas de ambos cardenales al que el papa León X puso fin. Sin embargo, un grupo de españoles, reconociendo en la calle al denunciante y considerando la intervención de León X una ofensa para su amo, lo asesinaron. Con posterioridad a este suceso, Lorenzo II de Médici al frente de las tropas papales - caballería y suizos -, el cardenal Hipólito de Médici, el cardenal Orsini y otros miembros, partidarios y criados de sus respectivas familias, se dirigieron al castillo del cardenal Carvajal - conocido en Roma por cardenal Santa Croce - donde fueron recibidos con artillería. Tras una escaramuza y una negociación, se optó por entregar a los asesinos a la justicia papal.
Muerto en Roma en 1523 a los sesenta y siete años de edad, fue sepultado en la Basílica de la Santa Cruz de Jerusalén de la que era titular.